# Vicus Piscinae Publicae
Il Vicus Piscinae Publicae (vico della piscina pubblica) era una strada dell'antica Roma che collegava l'angolo sudorientale del Circo Massimo alla Porta Raudusculana delle Mura Serviane, nell'avvallamento tra piccolo e grande Aventino.
Prendeva il nome dalla Piscina Publica, che sorgeva nelle adiacenze nel periodo repubblicano.
È citato nella Base Capitolina e da Ammiano Marcellino.
Il vico costituiva il confine tra le regioni augustee XII (Piscina Publica) e XIII (Aventinus).

## Descrizione
Il vico corrispondeva all'odierno Viale Aventino.
Dopo la Porta Raudusculana proseguiva con il nome di Vicus Portae Raudusculanae, il quale, fuori dalle Mura Aureliane, si immetteva nella via Ostiense.